# 5757 Tichá
Az 5757 Tichá (ideiglenes jelöléssel 1967 JN) a Naprendszer kisbolygóövében található aszteroida. Carlos Ulrrico Cesco,  Arnold Richard Klemola fedezte fel 1967. május 6-án.